# Soundgarden Festival
Das Soundgarden Festival war ein Musikfestival in Friedberg (Hessen) (2000–2009) bzw. Bad Nauheim (2011–2016).
Es wurde von Jugendlichen, die die Tradition des Friedberger Burgfestes weiterleben lassen wollten, ins Leben gerufen. Seinen Namen erhielt das Konzert in Anspielung an den Friedberger Burggarten, der in den ersten sechs Jahren als Veranstaltungsort diente.

## Entwicklung
Ursprünglich entstand das Soundgarden Festival als kurzfristig angesetzte Ersatzveranstaltung zum Friedberger Burgfest, das im Jahr 2000 nicht mehr stattfinden konnte, nachdem sich die Stadt Friedberg endgültig aus der Finanzierung zurückgezogen hatte. Mit gekürztem Konzept präsentierte das ehrenamtlich organisierte Festival bei seinem Debüt Newcomer-Bands aus der Indie-Szene vor einem Publikum von 200 Zuhörern.
In den Folgejahren fanden sich wieder Organisatoren für eine Fortsetzung des Formats. Nach ersten Erfolgen (2001: 1500 Besucher, 2002: 2500 Zuschauer) hatte sich das Festival als regelmäßige Veranstaltung etabliert.
Das Soundgarden Festival und das frühere Friedberger Burgfest haben organisatorisch nur die formelle Trägerschaft durch den Stadtjugendring Friedberg gemein. Mit dem Übergang vom Burgfest zu Soundgarden wurde ein Generationenwechsel im Veranstalter-Team vollzogen, der sich auch in der Programmgestaltung bemerkbar macht. Zudem musste das Soundgarden Festival mit einem kleineren Finanzrahmen auskommen, was die Platzierung internationaler Künstler im Programm verhindert hat.
Das Konzept des Festivals vereint die Pflege der regionalen Kulturszene mit überregional bekannten Headlinern wie Juli, Letzte Instanz oder Knorkator und konzentriert sich (mit einzelnen Ausnahmen) auf deutsche Acts. Ab 2001 wurden zwei Bühnen bespielt. Da der Burggarten  als ursprünglicher Veranstaltungsort ab 2006 wegen Umbaumaßnahmen nicht mehr zur Verfügung stand, wurde das Konzert zunächst auf die nahe gelegene Seewiese ausgelagert und dort in und um ein Zirkuszelt herum veranstaltet. Nachdem 2010 kein Festival stattfinden konnte, wurde 2011 der Veranstaltungsort in den Goldsteinpark in Bad Nauheim verlegt. Zu wenig verkaufte Karten verursachten 2016 ein hohes Defizit, so dass es wegen der zu hohen finanziellen Risiken zu keiner weiteren Ausgabe mehr kam.
Unter der Leitung der Soundgarden-Veranstalter wurden zudem Kleinveranstaltungen ebenfalls mit regionalen und überregionalen Künstlern angeboten, so Lineup release Partys und Bandcontests. Letzte Veranstaltung unter dem Titel Soundgarden war ein Soundgarden Sunrise-Abend für neue Bands im Friedberger Jugendhaus Junity am 15. Dezember 2018.

## Festivalteilnehmer
| Jahr | Teilnehmer |
| ---- | --- |
| 2000 | Tobsucht, Mutabor, Re!nvented, Jade, Mad Munchie Maniax |
| 2001 | Tag der Jugend Band, Homegrown, Ego, Soliloquy, Letzte Instanz, Liquido |
| 2002 | Fools Garden, Knorkator, Re!nvented, Frau Doktor, Colourful Grey, Elfmorgen, Verlen, Mad Munchie Maniax, Evil Listening, Siren on Mars, Antitainment |
| 2003 | Letzte Instanz, Ferris MC & DJ Stylewarz, The Flames, Surrogat, Freezeebee, Twiggy Killers, The Big Heat, Flanders Punch, Erection Eric in Evolution, Rampage |
| 2004 | Frank Popp Ensemble, Blackmail, Der Junge mit der Gitarre, Reaktor, 200 Sachen, Soliloquy, Fate, Schokolade Express, Captain Overdrive |
| 2005 | Cashma Hoody, Megaherz, Götz Widmann, Dendemann, myballoon, kers, Mellow Mark, Nebrasska, The Lunatic Light Lovers, Circle of Tyrants, Iuova, Dr. Sommer DJ Crew |
| 2006 | Juli, Schandmaul, Evil Cavies, Itchy Poopzkid, Julia, Concept Insomnia, TakeTheCake |
| 2007 | Die Happy, The Busters, My Baby Wants to Eat Your Pussy, Neaera, 5BUGS, Last Fire Burning, Average Miller, The Bordells, Jona:S, nowl |
| 2008 | Emil Bulls, Letzte Instanz, Empty Trash, The Skatoons, Pornophonique, Misery Speaks, The Jerks, Concept Insomnia, Evil Cavies, Lady Moustache, Smaat On the Rocks: Prollchor, At the Farewell Party, Hesslers, Ashes of Pompeii |
| 2009 | Exilia, 5BUGS, Jahcoustix, Breitenbach, Monsters of Liedermaching, Inhuman, Mighty Vibez, Elfmorgen, WHITENIGHTS, The Mad Trist On the Rocks: Zaunpfahl, Average Miller, The Jerks |
| 2010 | On the Rocks: Evil Cavies, Neoh, Brot Horst |
| 2011 | Jupiter Jones, Bakkushan, The Sorrow, Götz Widmann, Egotronic, Nachtgeschrei, Mikroboy, Jona:S, Das Actionteam, elfmorgen, Evil Cavies, Concept Insomnia, C for Caroline, Batucada Sound Machine, Good Night Monday, Lady Moustache On the Rocks: Untertagen, the Munitors, An Everyday Apocalypse                                                |
| 2012 | Emil Bulls, Ohrbooten, Timid Tiger, We Butter the Bread with Butter, Max Prosa, Supershirt, Grossstadtgeflüster, Captain Capa, 5BUGS, P.O.Box, Emma6, Mr. Irish Bastard, My Glorious, The Jerks, The Munitors, We Save Hip Hop |
| 2013 | Itchy Poopzkid, SDP, Turbostaat, Her Bright Skies, Eskimo Callboy, Heart in Hand, Sondaschule, Dritte Wahl, MC Fitti, Rockstah, Rune, Heisskalt, Mega! Mega!, Raggabund, The Green River Burial, Guaia Guaia, Miwata, Destination Anywhere, Elfmorgen, Texas Local News, Vorstadt zum Garten                                                      |
| 2014 | MC Fitti, Weekend, OK Kid, I Heart Sharks, Götz Widmann, Napoleon, Killerpilze, Massendefekt, Exclusive, Rakede, Iriepathie, Montreal, Born from Pain, His Statue Falls, De fofftig Penns, Middleman, Das Pack, La Confianza, Tracy Ate a Bug, Blackout Problems, The Bandgeek Mafia, The Munitors, Domi, bade!, Campaign Like Clockwork, Gembala |
| 2016 | ZSK, Deez Nutz, Itchy Poopzkid, L’aupaire, Schmutzki, Swiss & die Andern, Kapelle Petra, Blackout Problems, Radio Havanna, Rogers, Milliarden, Love A, Polar, I Am Jerry, Tüsn, Das Actionteam, Elfmorgen, Vitja, Tom Thaler & Basil, Makia, Evil Cavies, PZZL, Scherf & Band, Shortless, Break Down a Venue                                      |
| 2017 | Sunrise: Evil Cavies, FEE, Bazouka Groove Club, Fading Sunday, Shawn, Ballerband |